# FC Rànger’s
Az FC Rànger’s andorrai labdarúgócsapat a fővárosból, Andorra la Vellából.
Eddig két alkalommal nyerte meg az andorrai labdarúgó-bajnokságot, és egy alkalommal hódította el nemzeti szuperkupát.

## Sikerei
- Andorrai labdarúgó-bajnokság (Primera Divisió)
  - Bajnok (2 alkalommal): 2006, 2007
  - Ezüstérmes (1 alkalommal): 2005
  - Bronzérmes (2 alkalommal): 2004, 2008

- Andorrai kupa (Copa Constitució)
  - Ezüstérmes (1 alkalommal): 2006

- Andorrai szuperkupa (Supercopa andorrana de futbol)
  - Győztes (1 alkalommal): 2006
  - Ezüstérmes (1 alkalommal): 2007

## Eredményei

### Bajnoki múlt
A Rànger’s a 2012–13-as szezonig 9 bajnoki évet töltött az andorrai labdarúgó-bajnokság élvonalában.
| Idény   | Helyezés |
| ------- | -------- |
| 2001–02 | 4. hely  |
| 2002–03 | 7. hely  |
| 2003–04 | 3. hely  |
| 2004–05 | 2. hely  |
| 2005–06 | 1. hely  |

| Idény   | Helyezés |
| ------- | -------- |
| 2006–07 | 1. hely  |
| 2007–08 | 3. hely  |
| 2008–09 | 8. hely  |
| 2011–12 | 8. hely  |

### Nemzetközi

#### Összesítve
| Kupa            | M | GY | D | V | LG–KG |
| --------------- | - | -- | - | - | ----- |
| Bajnokok Ligája | 2 | 0  | 0 | 2 | 0–5   |
| UEFA-kupa       | 2 | 0  | 0 | 2 | 0–5   |
| Intertotó-kupa  | 2 | 0  | 1 | 1 | 1–6   |
| Összesen        | 6 | 0  | 1 | 5 | 1–16  |

#### Szezonális bontásban
| Kupa            | Idény     | Forduló         | Klub             | 1. mérk. | 2. mérk. | Össz. |
| --------------- | --------- | --------------- | ---------------- | -------- | -------- | ----- |
| Intertotó-kupa  | 2005      | 1. forduló      | Sturm Graz       | 1–1      | 0–5      | 1–6   |
| UEFA-kupa       | 2006–2007 | 1. selejtezőkör | FK Sarajevo      | 0–3      | 0–2      | 0–5   |
| Bajnokok Ligája | 2007–2008 | 1. selejtezőkör | Sheriff Tiraspol | 0–2      | 0–3      | 0–5   |

Megjegyzés: Az eredmények minden esetben a Rànger’s szempontjából értendők, a dőlten írt mérkőzéseket pályaválasztóként játszotta.